# Nottuln
Nottuln è un comune della Renania Settentrionale-Vestfalia, in Germania.
Appartiene al distretto governativo (Regierungsbezirk) di Münster e al circondario di Coesfeld (targa COE).

## Monumenti e luoghi d'interesse
Nella parrocchiale della frazione di Darup si trova l'altare del Maestro dell'Altare di Darup, fine opera databile attorno al 1430.